# کروسول
کروسول (به فرانسوی: Corossol) یک منطقهٔ مسکونی در فرانسه است که در سن بارتلمی واقع شده‌است.